# Хюберт, Элизабет
Элизабет Хюберт (нем. Elisabeth Hübert, 16 сентября 1987, Ленинабад, ныне Худжанд, Таджикистан) — немецкая актриса

, певица, исполнительница ролей в мюзиклах. Поёт в диапазоне меццо-сопрано.

## Биография
Выросла в Любеке и Гамбурге.
С 1993 года брала уроки классического пения. Первый сценический опыт получила в 1999 году в операх «Богема» и «Сельская честь» в составе детского хора.
В 2005 году впервые получила главную роль: роль Герды в мюзикле «Das eiskalte Herz». В 2007 исполняла роль Софи в мюзикле «Mamma Mia!», по полгода на Гамбургской и Берлинской сценах.
В 2008 году по результатам реалити-шоу «Ich Tarzan, Du Jane!» Антон Цеттерхольм и Элизабет Хюберт получили главные роли в немецкой версии мюзикла «Тарзан».